# August Callmann
Jacob August Callmann (* 23. Februar 1806 in Rudolstadt; † 15. Juli 1869 in Weimar) war ein jüdischer Bankier in Weimar.

## Leben und Wirken

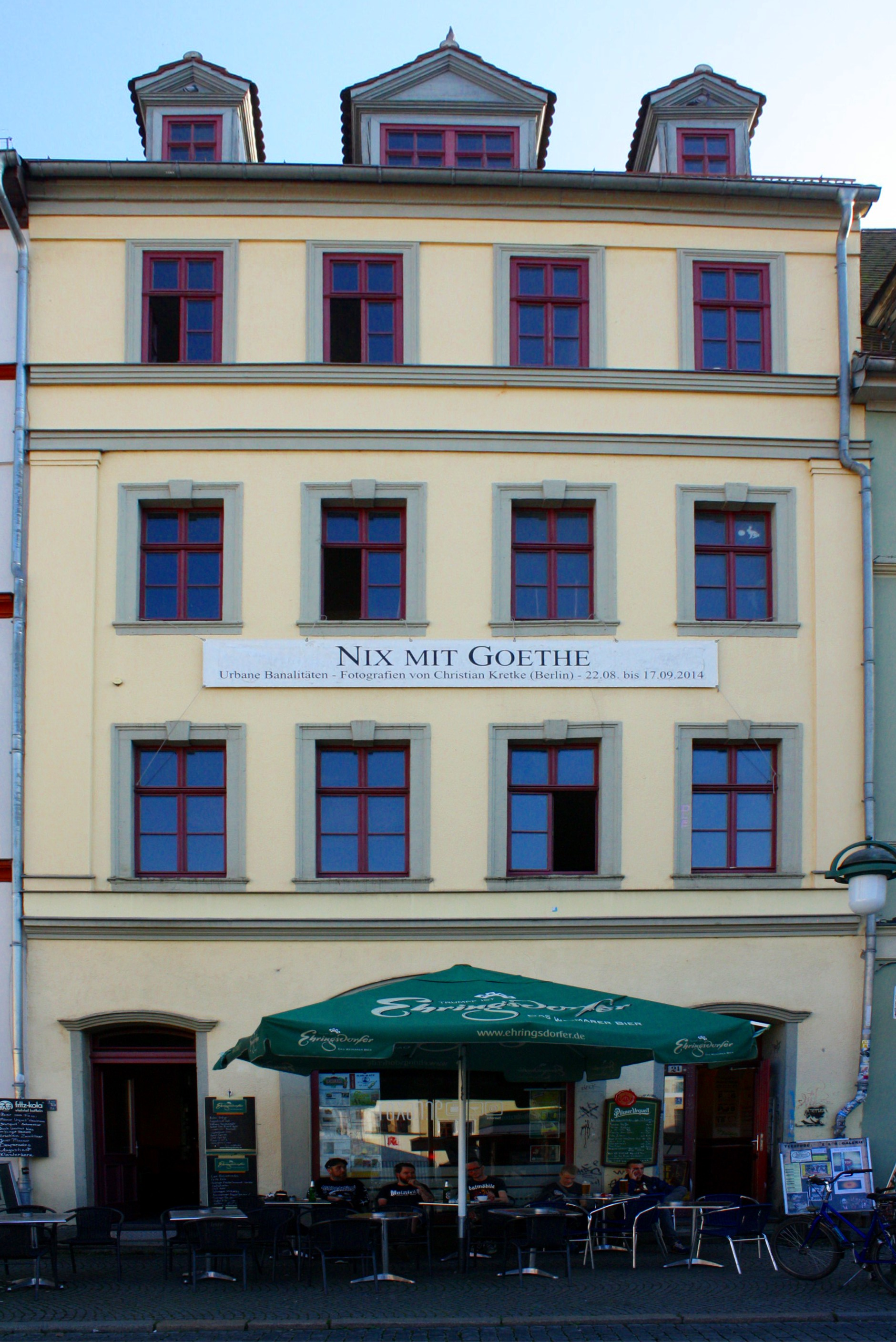
Gebäude am Markt 21, früher Bankhaus A. Callmann und Wohnhaus der Familie

August Callmann war ein Sohn von Henriette (Jette) Callmann (geb. Elkan, * 1774 in Weimar; † 14. September 1858 in Rudolstadt), einer Schwester des späteren Hofbankiers Julius Elkan (1777–1839) in Weimar. Sein Vater war Salomon Callmann (* 1775 in Dessau; † 1850 in Rudolstadt), der jüngere Sohn des Schnittwarenhändlers Salomon Isaac Callmann aus Dessau († etwa 1818 in Rudolstadt). Nach dem Besuch des Gymnasiums in Rudolstadt kam August Callmann in den 1820er Jahren nach Weimar in das Bankhaus seines Onkels Julius Elkan. Nach dessen Tod im Juli 1839 führte er das zu dieser Zeit einzige Bankhaus Weimars zunächst allein.
Er verehelichte sich 1848 mit Cäcilie Hirschberg (* 1824), der Tochter eines Buchhändlers in Bromberg. Es war vorgesehen, dass er die Bank Julius Elkan nach dem Tod von Elkans Witwe Jeannette Elkan (geb. Borchardt) übernehmen sollte. Dieser Gesichtspunkt half ihm, nach langem Bemühen 1849 das Weimarer Bürgerrecht zu erlangen. In die Bank trat jedoch als zweiter Prokurist Hermann Moritz (* 1820; † 4. Oktober 1885) aus Wehlau ein, der am 21. Mai 1850 Jeannette Elkans jüngste Tochter Louise (* 26. April 1816; † 26. Februar 1882) heiratete. Als Jeannette Elkan im folgenden Jahr starb, ging das Erbe der Bank nicht wie vorgesehen an August Callmann, sondern an ihren Schwiegersohn Hermann Moritz, der 1854 Hofbankier wurde.
Zum Jahresende 1853 trat August Callmann aus der Bank Julius Elkan aus und gründete sein eigenes Unternehmen A. Callmann am Markt 21. Zugleich diente er bei der kurz zuvor gegründeten Weimarischen Bank als „erster unständiger Direktor“, trat jedoch infolge einer Satzungsänderung von dieser Position im Juli 1855 vorzeitig zurück.
August Callmann starb am 15. Juli 1869 im Alter von 63 Jahren. Er wurde auf dem jüdischen Friedhof in Weimar beigesetzt; sein Grabstein ist erhalten.

## Familie
Der Ehe von August und Cäcilie Callmann entstammten sieben Kinder: Laura (* 4. Mai 1849; † 19. Mai 1924), Arnold Isidor (* 6. April 1850), Georg Salomo, Otto Gustav, Helene Mathilde und weitere zwei Töchter. Helene verehelichte sich mit Gottfried Schapitz, der etwa von 1874 bis 1882 Prokurist bei A. Callmann war und dann Direktor der Privatbank zu Gotha in Gotha wurde. Arnold Callmann war zunächst Prokurist in der väterlichen Bank. Nach dessen Tod 1869 führte er die Bank zusammen mit seiner Mutter und spätestens ab 1875 auch gemeinsam mit seinem Bruder Georg. In die Leitung der elterlichen Bank traten in den nächsten Jahren auch Otto Callmann als Prokurist und Laura Callmann als Miteigentümerin ein.
1877 eröffnete Arnold Callmann mit einem Partner ein eigenes Bankgeschäft A. Callmann & Co. Ab 1881 war er Alleininhaber. Im Sommer 1888 verwickelte er sich in unlösbare Probleme; seine Bank erlosch, und er wurde im Januar 1889 zu 10 Jahren Zuchthaus verurteilt. Die Familie Arnold Callmann verließ die Stadt Weimar. Er soll später als Gärtner in Brasilien tätig gewesen sein.
August Callmanns Ehefrau Cäcilie war in den Kriegsjahren 1866 und 1870/71 patriotisch sehr aktiv mit der Herstellung von Verbandartikeln u. ä.; sie wurde mehrfach dafür ausgezeichnet. Sie starb am 15. Februar 1898.
Ende der 1890er Jahre beteiligte sich A. Callmann unter der Führung von Georg und Otto Callmann an Industriefirmen. Im Januar 1898 wurde unter ihrer Beteiligung die Aktiengesellschaft Waggonfabrik Weimar gegründet. Im März 1899 wurde unter ihrer Beteiligung die Actien-Gesellschaft für Metallindustrie in Apolda gegründet. Die Firma geriet nach wenigen Monaten in Probleme, die Anfang Mai 1900 kumulierten. Mitte Mai 1900 brach das Bankhaus zusammen, und die Brüder Georg und Otto ertränkten sich im Kochelsee. Laura verließ die Stadt, so dass es 1902 in Weimar keinen Träger des Namens Callmann mehr gab.